# Азбери (Мисури)
Азбери (енгл. Asbury) град је у америчкој савезној држави Мисури.

## Демографија
По попису из 2010. године број становника је 207, што је 11 (-5,0%) становника мање него 2000. године.
| Група             | 2000.       | 2010.       |
| Белци             | 212 (97,2%) | 197 (95,2%) |
| Афроамериканци    | 0 (0,0%)    | 0 (0,0%)    |
| Азијати           | 1 (0,5%)    | 0 (0,0%)    |
| Хиспаноамериканци | 3 (1,4%)    | 3 (1,4%)    |
| Укупно            | 218         | 207         |